# Sędzice (województwo łódzkie)
Sędzice – wieś w Polsce położona w województwie łódzkim, w powiecie sieradzkim, w gminie Wróblew, 12 km od Sieradza w kierunku północno-zachodnim.
Pierwsza wzmianka z 1397 r. W XVI wieku w „Sandzicach” był folwark. Było tu wtedy 18 domów i 169 mieszkańców. W 1827 r. w Sędzicach stało 20 domów i 120 mieszkańców. Miejscowy folwark w 1885 r. posiadał 679 mórg ziemi. W 1912 r. folwark ten posiadał już tylko 216 mórg 1129 prętów.
W 1736 Sędzice, wcześniej własność rodziny Pstrokońskich, nabył Andrzej Nieniewski.
Urodził się tutaj Apoloniusz Nieniewski (1856–1922) (prawnuk ww. Andrzeja), znany architekt warszawski, który projektował m.in. pałac w pobliskich Biskupicach i kościół w Dalikowie
Po II wojnie światowej wróciła tu Maria Nieniewska, w której posiadaniu dwór był do 1968/69. Dwór odziedziczył bratanek jej męża Jan Nieniewski i sprzedał chłopom resztę ziemi, a dwór Stanisławowi Zdunkowi, który ignorując nakazy wojewódzkiego konserwatora zabytków doprowadził dwór do ostatecznej ruiny.
W latach 1975–1998 miejscowość położona była w województwie sieradzkim.
Przez miejscowość przebiega turystyczny szlak im. Władysława Reymonta (zielony).